# 佐敦站
佐敦站是一座位於香港九龍油尖旺區官涌彌敦道與佐敦道交界地底，屬於港鐵荃灣綫的鐵路車站，於1979年12月16日啟用。

## 站體設計

### 樓層
| G                 | 地面 | 出入口 |   |  |
| L1                | 大堂 | 客務中心、商店、自助服務、「會員服務站」、免費Wi-Fi熱點                                                                   |   |  |
| L2                | 月台 | \| \| \| 荃灣綫往荃灣（油麻地） \| 1 \| \| \| 島式 · 開右邊车门 \| \| \| \| \| \| \| 2 \| 荃灣綫往中環（尖沙咀） \| \| \| |   |  |
|                   |      | 荃灣綫往荃灣（油麻地） | 1 |  |
| 島式 · 開右邊车门 |      | |   |  |
|                   | 2    | 荃灣綫往中環（尖沙咀） |   |  |

### 大堂
目前佐敦站大堂內亦設有車站商店、自助服務設施、香港郵政郵箱以及港鐵「會員服務站」等。另外佐敦站大堂及月台均設有由電訊盈科提供的Wi-Fi熱點。
- 車站大堂（2022年12月）
- 客務中心（2022年12月）

### 月台
車站設有一座島式月台，兩個月台均已裝設月台幕門。
- 1、2號月台（2021年5月）
- 月台根據人體工學設計的座椅

### 出入口
|                                                     |                | |      |
| 編號                                                | 指示           | 建議前往的目的地 | 圖片 |
| 出口 · A · 盲道标志                                 | 裕華國貨       | 豪境酒店、巴黎酒店、偉晴軒、裕華國貨、中港薈、永安九龍中心、嘉賓商業大廈、港九勞工社團聯會僱員進修中心、綠在佐敦、香港體檢中心、HOME EM 支援服務中心（油尖旺）、香港專業進修學校、玉器市場、玉器街、培正專業書院、上海街、新寶廣場、廟街市集、御金·國峯、基督教聯合那打素佐敦健康中心、吳松街、油尖旺多元文化活動中心、The Austin、佐敦道官立小學、香港浸信會聯會專業書院 |      |
| 出口 · B · 1                                        | 伊利沙伯醫院   | 太極軒314、香港逸東酒店、佐敦道、木的地酒店及服務式住宅、彌敦酒店、彌敦道、大華中心、立信大廈、循道中學 |      |
| 出口 · B · 2 · 轮椅升降台标志                       | 伊利沙伯醫院   | 拔萃女書院、登臺、印度會、循道衛理九龍堂、九龍佑寧堂、勞資審裁處、土地審裁處、朗逸酒店、循道學校、伊利沙伯醫院、香港女童軍總會、彩鴻酒店、三軍會、青年會京士柏百週年紀念中心 |      |
| 往佐敦道                                            |                | |      |
| 出口 · C · 1                                        | 寶靈街         | 柯士甸道、莊士倫敦廣場、恆褔商業中心、佐敦薈、明珠廣場、九龍公園、九龍公園體育館、九龍公園游泳池、彌敦道、栢麗購物大道、尖沙咀警署 |      |
| 出口 · C · 2                                        | 寶靈街         | 屯馬綫 柯士甸站 高速鐵路 香港西九龍站龍堡國際、戲曲中心、寶靈街、突破中心、八福匯、過境巴士總站、Grand Austin、香港社區發展網絡、香港童軍中心、香港專業護理學會、九龍佐治五世紀念公園、麗澤中學、港景峯、港景匯商場、佐敦中心、官涌市政大廈、匯萃、廣東道官立小學 |      |
| 出口 · D                                            | 四海大廈       | 古物古蹟辦事處、柯士甸道、四海大廈、山林道、香港浸會大學持續教育學院（尖沙咀教學中心）、香港體育館、香港天文台、協成行九龍中心、佐敦商場、九龍木球會、簡悅酒店（尖沙咀）、柯士甸道102號、metacity living、Page148 晉緻酒店、華美達華麗酒店、麗斯中心、聖安德烈堂、嘉諾撒聖瑪利書院、德信學校、香港理工大學、尖沙咀警署                                                    |      |
| 出口 · E · 扶手电梯标志                             | 恆豐酒店／中心 | 彌敦道238 |      |
| 註： 設有 \| 設有 \| 設有輪椅升降台 \| 設有扶手電梯 |                | |      |

### 車站藝術
佐敦站設有一組車站藝術品，位於月台南端位置。
| 佐敦站藝術品概覽 | 佐敦站藝術品概覽 | 佐敦站藝術品概覽 | 佐敦站藝術品概覽 | 佐敦站藝術品概覽 |
| 圖片             | 藝術品           | 藝術家           | 位置             | 完成日期         |
| ---------------- | ---------------- | ---------------- | ---------------- | ---------------- |
|                  | 《柿子樹》       | 廖東梅（香港）   | 車站月台         | 2007年2月        |

## 歷史

### 車站啟用
1979年12月，佐敦站啟用，而車站承建商為西松建設株式會社。而在佐敦站啟用前，地鐵公司並特别於兩幢商業大廈（嘉賓大廈與四海大廈）地面預留備用空間以作興建出入口（A、D出口）之用，為首個在預留空間興建出入口的地鐵站。

### 車站命名
佐敦站以位於車站附近的佐敦道而命名，但佐敦站所處的地區的正式名稱為官涌。就如香港其他地區一樣，也因為鐵路站的命名及選址而影響周邊地區發展，很多香港人已經將車站周圍稱為佐敦並非官涌。而位處旺角的太子站、長沙灣的荔枝角站以及大角咀的奧運站等也有「站名取代地名」的情況。

### 加建恆豐中心出入口
1982年，佐敦站隨恆豐中心落成而加建出入口（在1993年被編定為E出口），而出入口直接連通商場地庫樓層及車站大堂，為前地鐵網絡中首見。

### 加建車站升降機
佐敦站自啟用以來一直沒有連接路面的升降機。為方便乘客出入，港鐵公司於2010年4月開始興建一部連接大堂及彌敦道與佐敦道的升降機，升降機已於2012年5月16日投入服務，成為「用心聽‧用心做」計劃下第三部落成啟用的升降機。

### 翻新車站
2009年11月，當時港鐵表示計劃翻新部分早期興建車站，以改善車站設施和環境，其中佐敦站已於2010年1月率先展開翻新工程，加入環保元素，當中包括改建客務中心、加裝液晶顯示器、在月台加設按照人體工程學設計的座椅，以及在牆身加裝扶手等，預期整筆費用約為200萬港元。

### 更換升降機
連接大堂及月台升降機曾於2017年7月14日暫停使用，以更換為較新型號，現已於2018年4月底重投服務。

### 反修例事件

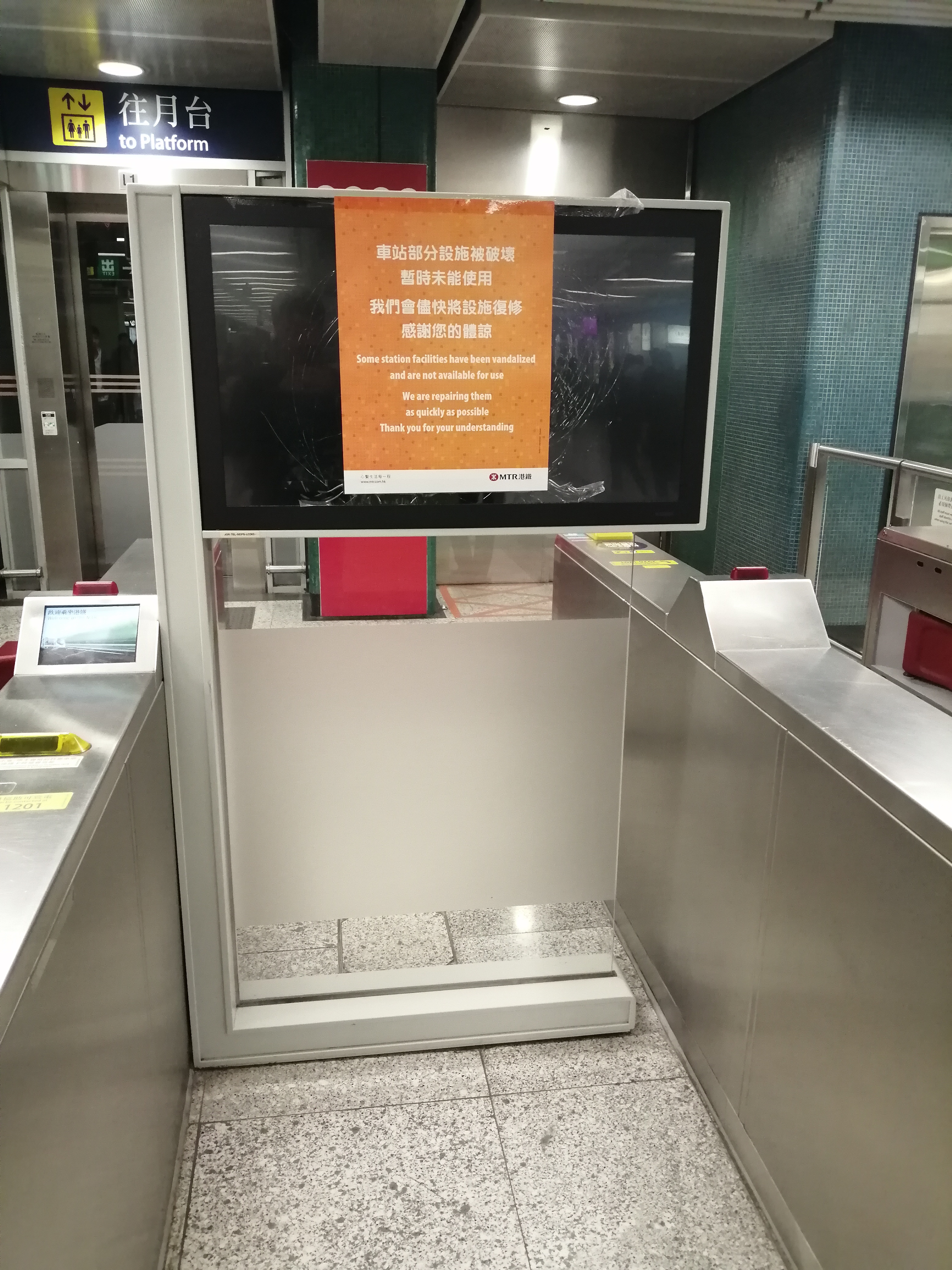
佐敦站遭到破壞的顯示屏

- 2019年10月12日，有示威者以空心鐵管及鐵槌撬開車站出入口外的木板，並向車站出入口縱火[12]。

### 流行文化
此站曾為香港電影《龍虎風雲》的取景地點之一。

## 鄰近車站
- 九龍站
- 香港西九龍站
- 柯士甸站

## 外部連結
- 港鐵公司－佐敦站街道圖（页面存档备份，存于）
- 港鐵公司－佐敦站位置圖 （页面存档备份，存于）
- 港鐵公司－佐敦站列車服務時間（页面存档备份，存于）